# Sabbatsberg

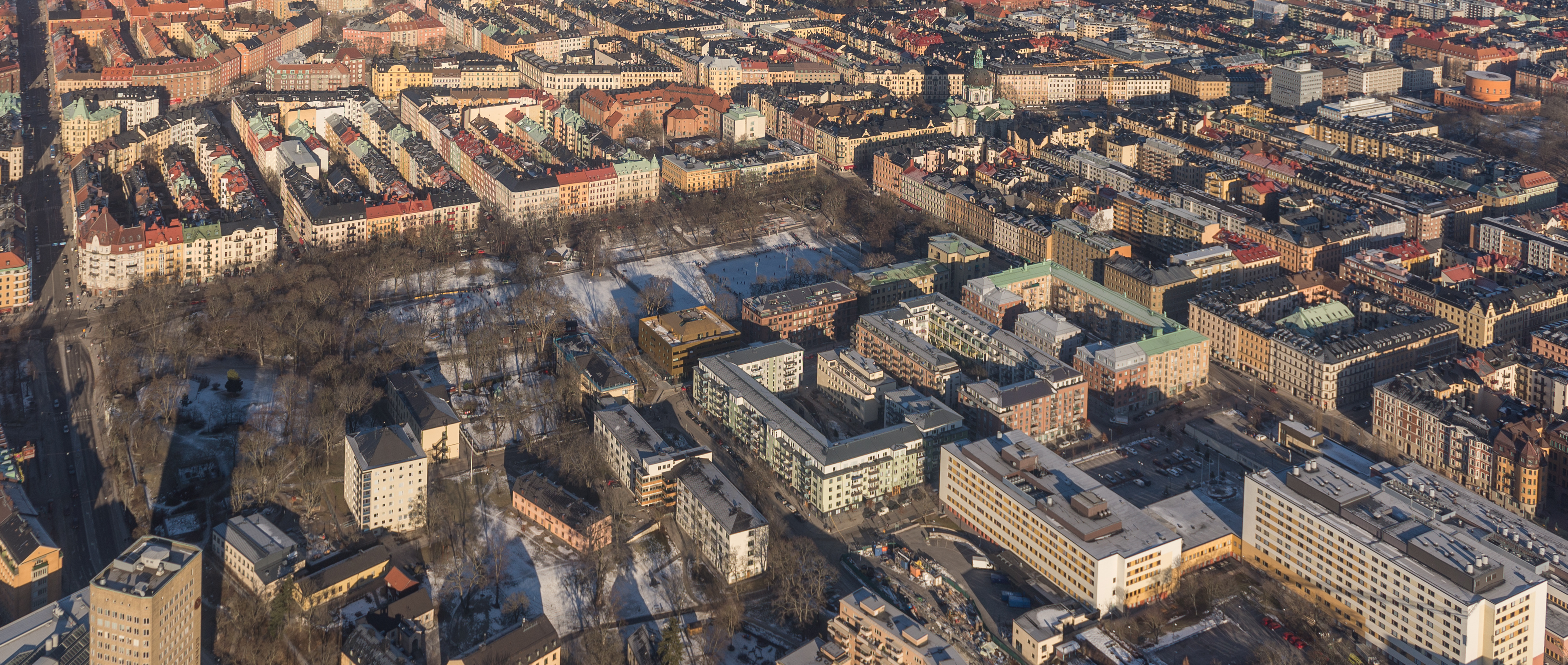
Sabbatsberg i februari 2013 med Vasaparken och Odengatan i bakgrunden.

Sabbatsberg är ett informellt område inom stadsdelen Vasastaden i Stockholms innerstad. Sabbatsberg avgränsas normalt av Torsgatan i väster, Odengatan i norr, Dalagatan i öster och Tegnérgatan i söder.

## Historik

### Från värdshus till fattigvård

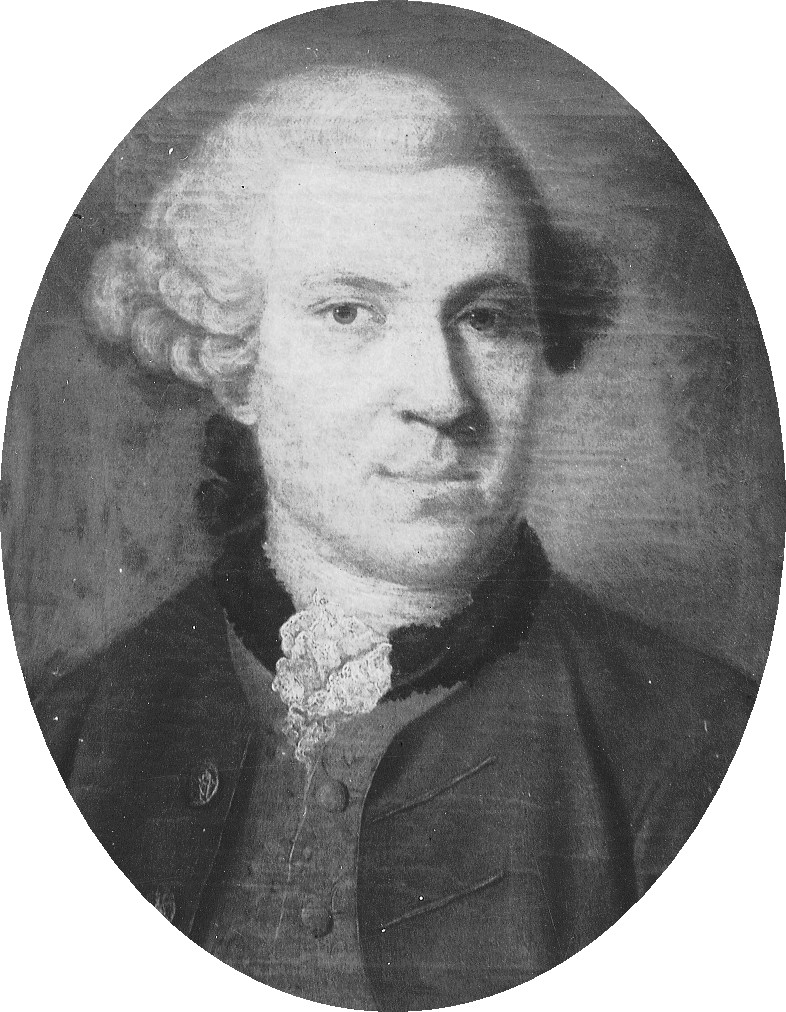
Valentin Sabbath.

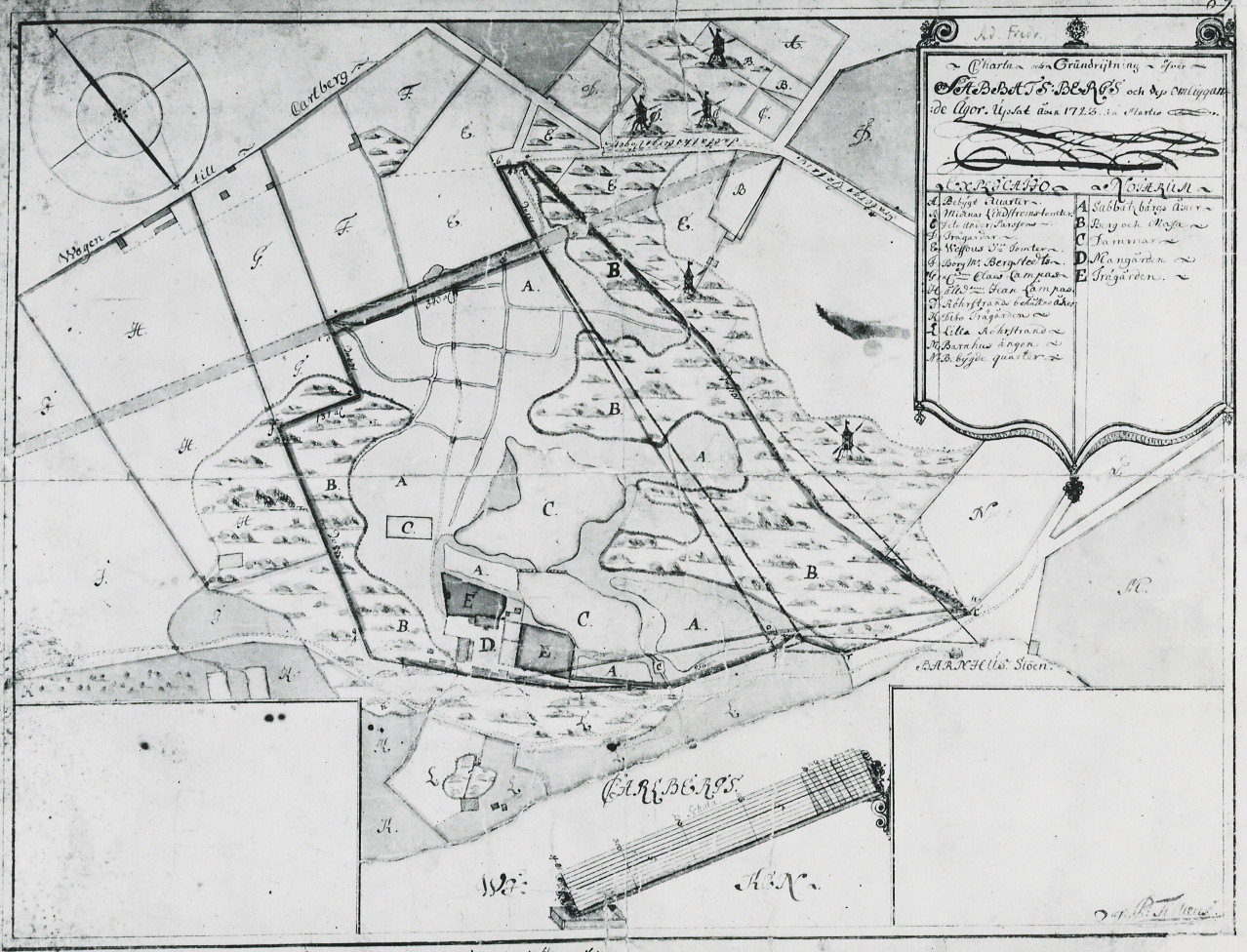
Valentin Sabbaths egendom enligt Petrus Tillaeus, 1723.

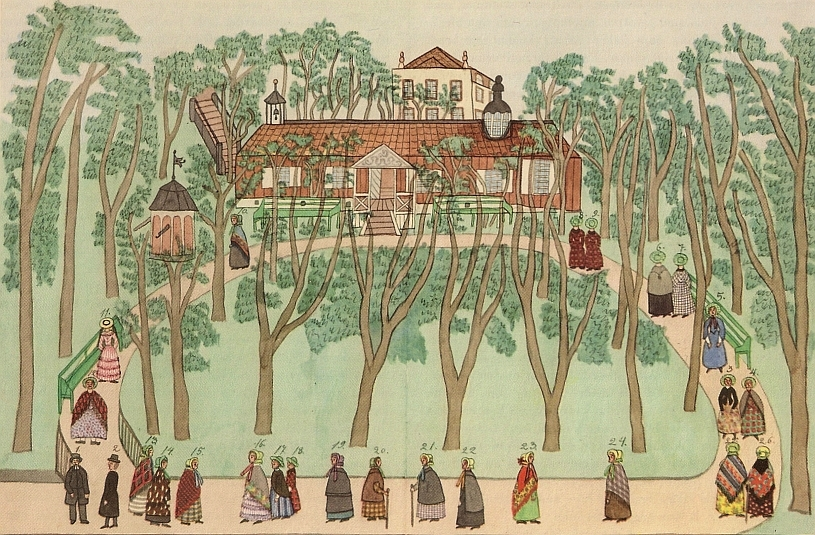
Sabbatsbergs brunnspark 1856.
Akvarell av Josabeth Sjöberg.

Området har namn efter källarmästaren och vinskänken Valentin Sabbath, som i början av 1700-talet ägde här en tomt vilken ursprungligen hörde till Rörstrands slott. Sabbath byggde här sin malmgård och drev ett värdshus. Han ägde och drev samtidigt den kända källaren Rostock (eller Råstock) vid Västerlånggatan 45 i Gamla stan.
Efter Sabbaths död 1720 och flera ägarbyten inköptes egendomen på en auktion 1751 av Stockholms fattighusdelegerade. Sabbaths gamla huvudbyggnad finns kvar än idag dock i kraftig ombyggd form. Huset utgör stommen (ytterväggarna) i Sabbatsbergs kyrka som inrättades 1761 för Sabbatsbergs fattighus.
Efter 1734 fanns även en hälsobrunn i området. Till en början fick brunnsgästerna bo i Valentin Sabbaths värdshus. Brunnsverksamheten fortsatte även när fattigvården pågick här. Det blev en egen rörelse som administrerades av fattighusdirektionen. Katarinahuset byggdes år 1767 som nytt värdshus för brunnsgästerna eftersom det gamla värdshuset hade blivit kyrka. Idag påminner kvartersnamn som Grötlunken, Hälsobrunnen, Medevi brunn, Porla brunn, Loka brunn och Brunnsläkaren om den tidigare brunnsverksamheten. 
Under 1800-talets slut var Sabbatsberg ett eget litet samhälle med ett stort antal byggnader. Vid den tiden delades fastigheten i en västlig tomt för fattigvården och en östlig tomt där Sabbatsbergs sjukhus öppnade 1879. År 1862 övertog Stockholms stad ansvaret för församlingarnas fattigvård och 1870 beslöt stadsfullmäktige att sammanföra alla fattighus på Sabbatsberg, med undantag för Södermalms fattighus. Vid sekelskiftet 1900 levde omkring 1 000 gamla i området och namnet ändrades från Sabbatsbergs Fattighus till Sabbatsbergs Ålderdomshem.
Flera 1700-talsbyggnader från brunnstiden och fattigvårdstiden finns bevarade inom området, bland annat Sabbatsbergs kyrka, Nicolaihuset, Klarahuset, Valentinhuset och Katarinahuset. De ännu kvarstående sjukhusbyggnaderna härstammar huvudsakligen från 1920-talet fram till 1970-talet.

### Dagens Sabbatsberg
I området har funnits en av Klaragasverkets gasklockor, och här ligger idag bland annat Sven-Harrys konstmuseum, Sabbatsbergs sjukhus och Eastmaninstitutet samt Sabbatsbergs kyrka. I områdets norra del mot Odengatan ligger Vasaparken.
I början av 1980-talet uppfördes viss bostadsbebyggelse i områdets västra del. Ett flertal nya bostadskvarter är under projektering och byggnad.
Basområdet Sabbatsberg, inom ovan angiven avgränsning, hade år 2005 en areal av 22 hektar med 726 invånare och 3123 arbetsplatser.

## Bilder, byggnader i urval

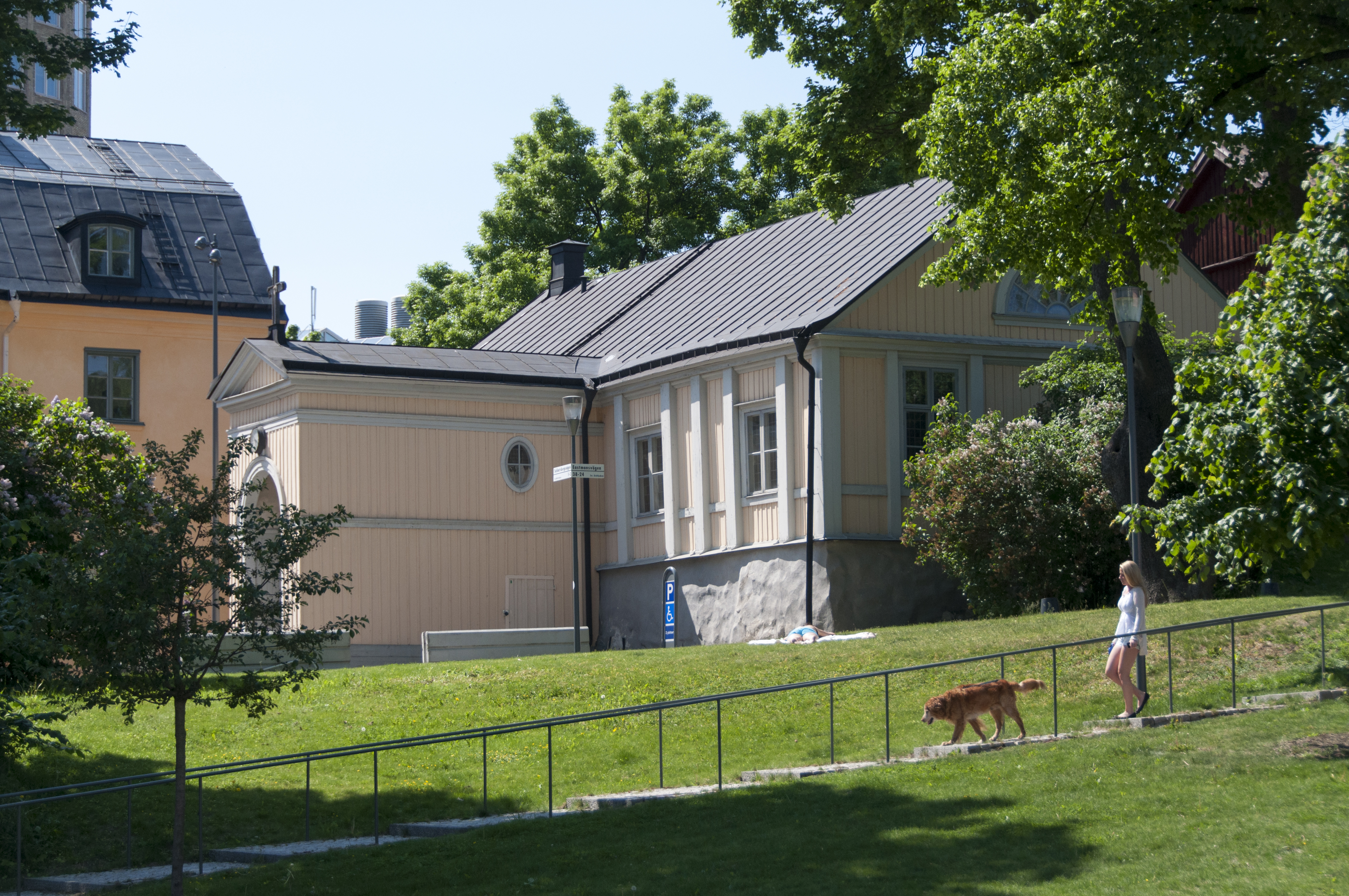
Sabbatsbergs kyrka
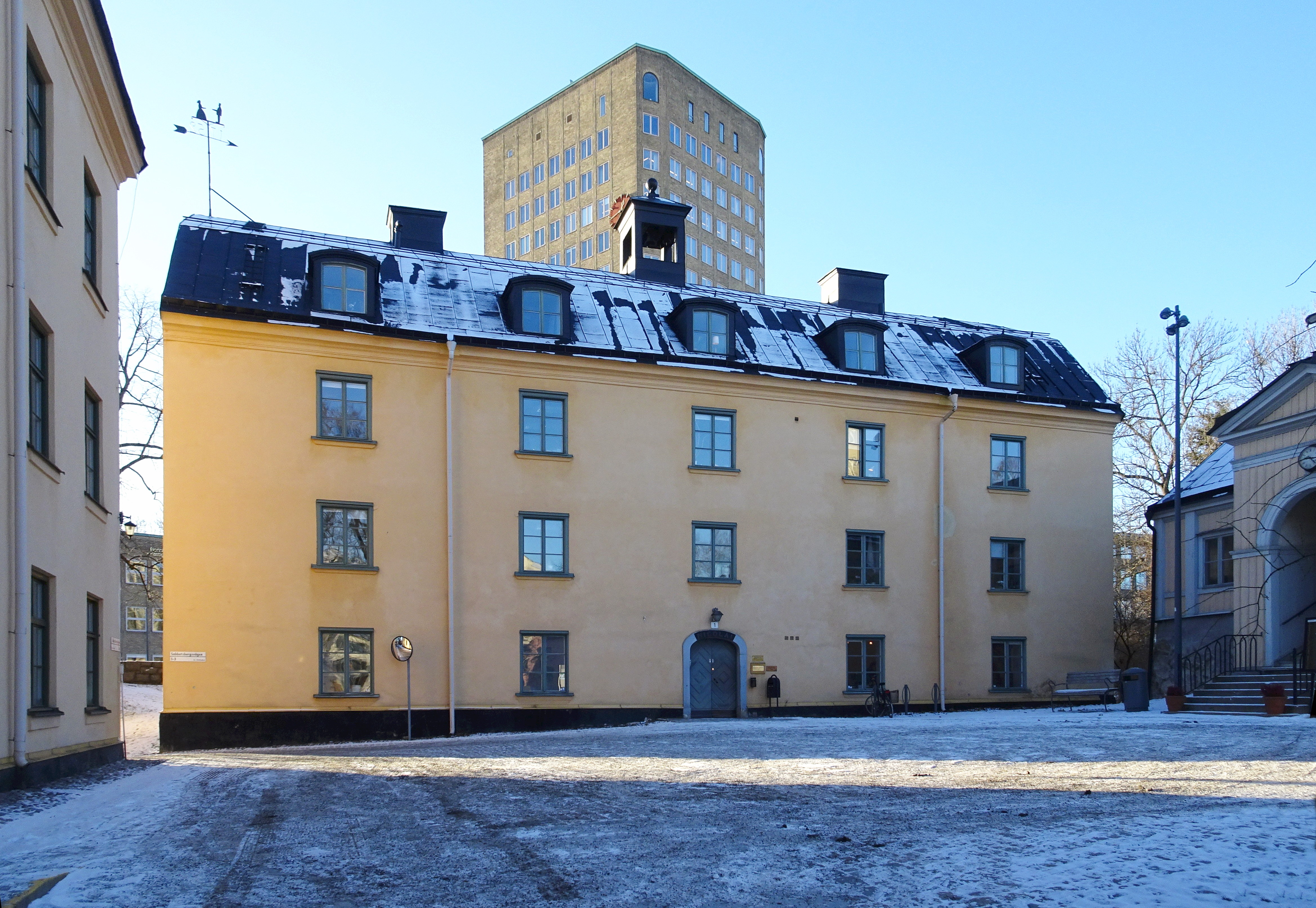
Nicolaihuset
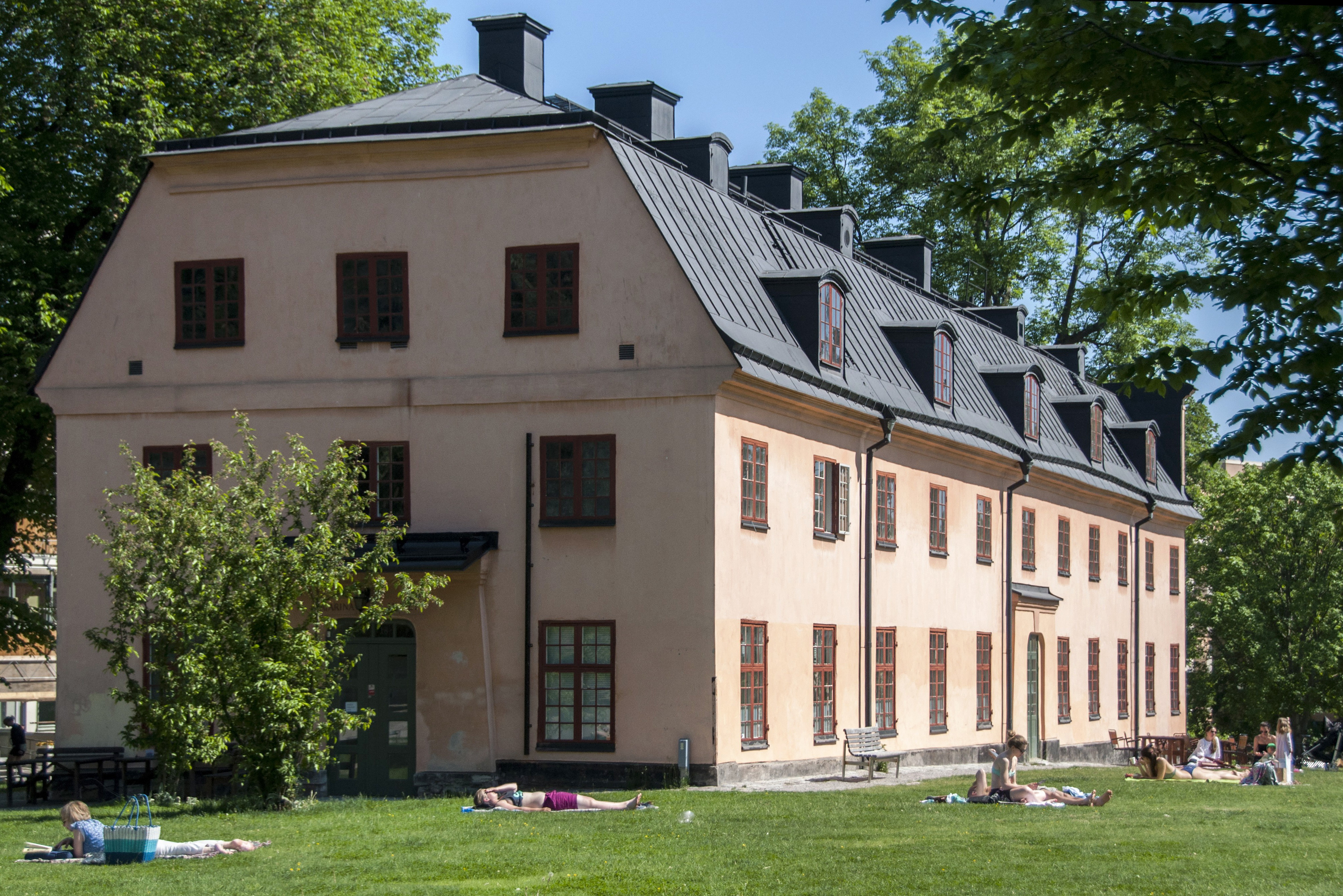
Katarinahuset
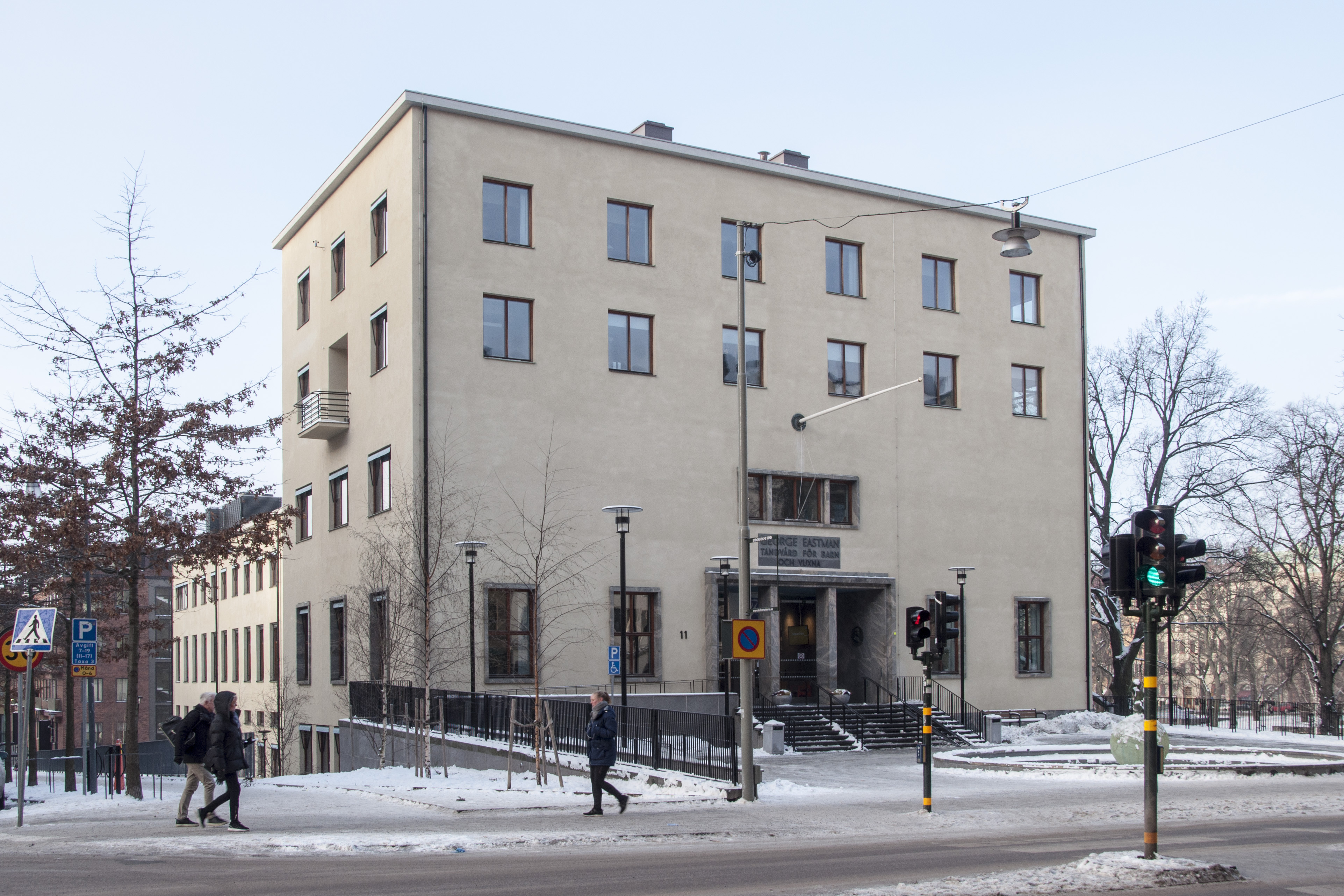
Eastmaninstitutet
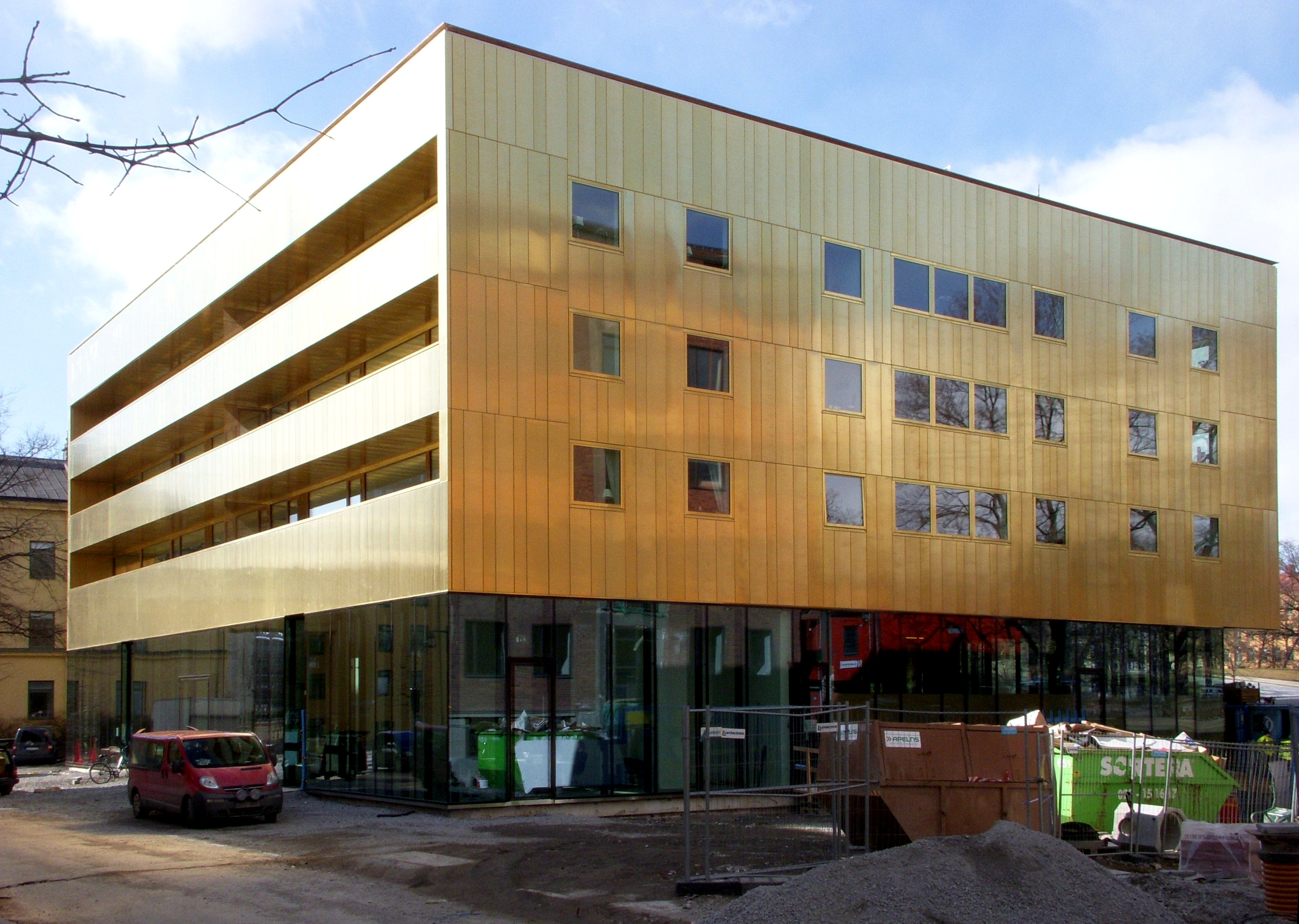
Sven-Harrys konstmuseum